# غل سرخ شبليز (باتاوة)
غل سرخ شبلیز (بالفارسية: گل سرخ شبلیز) هي قرية تقع في إيران في قسم باتاوة الريفي.